# Mark Washington
Mark Henry Washington (* 28. Dezember 1947 in Chicago, Illinois) ist ein ehemaliger US-amerikanischer American-Football-Spieler. Er gewann als Cornerback mit den Dallas Cowboys zweimal den Super Bowl (VI, XII).

## Spielerlaufbahn

### College
Mark Washington besuchte in seiner Geburtsstadt die High School. Nach seinem Schulabschluss studierte er an der Morgan State University in Baltimore. An seinem College spielte er für die Morgan State Bears College Football. Mit seiner in der Central Intercollegiate Athletic Association (CIAA) angesiedelten Mannschaft gewann er im Jahr 1966 den Tangerine Bowl. Im Jahr 1968 gelang ihm der Gewinn der Meisterschaft der CIAA.

### NFL
Mark Washington wurde im NFL Draft 1970 von den Dallas Cowboys, die von Tom Landry trainiert wurden, in der 13. Runde an 335. Stelle ausgewählt. Washington fand in Dallas mit Mel Renfro und Herb Adderley starke Konkurrenten auf seiner Spielerposition vor, die beide nach ihrer Laufbahn in die Pro Football Hall of Fame aufgenommen wurden. Er wurde daher zunächst als Ersatzmann in der Defense eingesetzt.
Bereits in seinem ersten Spieljahr konnte Washington mit den Cowboys nach einem 17:10-Sieg über die San Francisco 49ers die Meisterschaft der National Football Conference (NFC) gewinnen. Im folgenden Super Bowl V gelang es Washington ein Field Goal der Baltimore Colts abzuwehren, an der 16:13-Niederlage seiner Mannschaft änderte dies jedoch nichts.
Im folgenden Jahr übernahm Roger Staubach die Rolle des Starting-Quarterbacks bei der Mannschaft aus Dallas. Mark Washington, der aufgrund einer Knieverletzung zu Beginn der Spielrunde fast die gesamte Saison ausfiel und die Cowboys gewannen in diesem Jahr nach einem 14:3-Sieg über die San Francisco 49ers im NFC Championship Game den Super Bowl VI gegen die von Don Shula trainierten Miami Dolphins mit 24:3.
Nach der Saison 1972 beendete Herb Adderley seine Laufbahn. Die Hoffnung von Mark Washington, dessen Position als Starter einnehmen zu können, wurde jedoch nicht erfüllt. Adderley wurde stattdessen durch Charlie Waters ersetzt.
In der Spielzeit 1975 konnte Washington dann zum dritten Mal in den Super Bowl einziehen. Seine Mannschaft gewann zunächst das NFC Championship Game gegen die Los Angeles Rams mit 37:7, konnte sich allerdings gegen die Pittsburgh Steelers, die von Chuck Noll betreut wurden, nicht durchsetzen und verlor im Super Bowl X knapp mit 21:17. Mark Washington wurde in diesem Spiel als Starter aufgeboten und konnte die überragende Leistung seines Gegenspielers Lynn Swann in diesem Spiel nicht verhindern. Swann gelang es durch Passfänge einen Raumgewinn von 161 Yards zu erzielen. Zudem verwertete er einen Passfang zu einem Touchdown für die Mannschaft aus Pittsburgh und wurde nach dem Spiel zum MVP gewählt.
Zwei Jahre später gelang den Dallas Cowboys mit Mark Washington allerdings der zweite Super Bowl Sieg. Er zog mit seinem Team nach zwölf Siegen bei zwei Niederlagen in der Regular Season 1977 in das NFC Championship Game ein, wo die Minnesota Vikings bei ihrer 23:6-Niederlage chancenlos blieben.
Diesem Spiel folgte ein 27:10-Sieg über die Denver Broncos, womit Mark Washington seinen zweiten Super Bowl gewinnen konnte.
Mark Washington wurde nach der Saison 1979 von den Dallas Cowboys entlassen und schloss sich daraufhin den New England Patriots an. Nach einem Jahr bei den Patriots beendete er seine Karriere.

## Nach der Laufbahn
Mark Washington arbeitete nach seiner Laufbahn in der Chemieindustrie.

## Ehrungen
Mark Washington wurde im Jahr 1993 in die Ruhmeshalle seines Colleges aufgenommen.

## Quelle
- Cliff Harris, Charlie Waters: Tales from the Dallas Cowboys, 2003, ISBN 9781582613857